# 圣帕特里克十字

圣帕特里克十字

圣帕特里克十字是白底上的X形红十字，在纹章学里称为。而由圣帕特里克十字构成的旗帜便叫「圣帕特里克旗」。由于爱尔兰的主保圣人是圣帕特里克（聖博德）的缘故，圣帕特里克十字通常用来代表爱尔兰。

## 設計應用
当今英国国旗上的X形红十字即来自代表爱尔兰的圣帕特里克十字。圣帕特里克十字也被用在其它地方，比如贝尔法斯特女王大学和爱尔兰皇家外科医学院的校徽，以及北爱尔兰独立运动旗帜。

北爱尔兰非官方旗帜
英國國旗
貝爾法斯特女王大學校徽

## 相似旗幟

阿拉巴馬州州旗
盧加市旗
瓦尔迪维亚市旗
佛罗里达州州旗
澤西島旗幟
上海公共租界旗幟
愛爾蘭皇家外科醫學院校旗